# Vicente Pedroso
Vicente de Paula Pedroso (Botucatu, 12 de julho de 1900 - São Paulo, 28 de abril de 1983) foi um padre, professor e tradutor brasileiro.

## Educação e carreira
Filho de pais católicos, Vicente Pedroso iniciou os preparatórios para o sacerdócio no Colégio São Manuel de Lavrinhas, fundado em 1914 para acolher os aspirantes da Congregação Salesiana. Mais tarde cursou Teologia no Instituto Internacional Dom Bosco, em Turim, onde foi ordenado padre a 7 de julho de 1929.
Na década de 1940 deixou os Salesianos para tornar-se padre diocesano. Na Diocese de Santos foi vigário cooperador da Paróquia de Nossa Senhora do Rosário, no Pompeia, e vigário da Paróquia de Nossa Senhora da Lapa, em Cubatão, além de exercer as funções de vice-chanceler e tesoureiro da Cúria. Na época também trabalhou como professor no recém-fundado Seminário São José de São Vicente, onde lecionou até 1948.
Em 1950 foi para a Arquidiocese de São Paulo, onde atuou como censor de livros e, desde 1952, como vigário cooperador na Paróquia Bom Jesus, no Brás, onde permaneceu até sua morte em 1983.
Nesse período trabalhou como tradutor para as editoras católicas Salesiana e Paulinas, bem como, para a extinta Editora das Américas de Savério Fittipaldi. Vicente Pedroso traduziu textos de história, biografia, teologia, ficção e poesia, de autores antigos a contemporâneos. Dentre eles Flávio Josefo, então inédito no Brasil. A maioria de suas traduções foi feita a partir de edições francesas ou italianas.
Além das traduções, ele também escreveu um livro de catecismo.

## Obra

#### Catecismo
- Vicente Pedroso, A caminho da felicidade, Paulinas, 1956

#### Traduções
- Plutarco, Vidas dos homens ilustres, Ed. das Américas, 1953-54 (com Aristides Lobo e outros)
- Eugenio Pilla, Sangue e trevas, Salesiana, 1955
- Cesare Cantù, Giorgio Vasari, Sainte-Beuve, Biografias de homens célebres, Ed. das Américas, 1954-56 (com Aldo Della Nina e Carlos Chaves)
- Flávio Josefo, Antiguidades judaicas, Vida de Flávio Josefo escrita por ele mesmo, História da guerra dos judeus contra os romanos, Resposta de Flávio Josefo à Ápio, Ed. das Américas, 1956
- Pseudo-Josefo, O martírio dos Macabeus, Ed. das Américas, 1956
- Fílon de Alexandria, Relato de Filon, Ed. das Américas, 1956
- Joseph-François Michaud, História das Cruzadas, Ed. das Américas, 1956
- François-René de Chateaubriand, O gênio do Cristianismo, Os mártires ou O triunfo da religião cristã, Viagem à América, Ed. das Américas, 1957
- Dante Alighieri, O cancioneiro, A flor, Églogas latinas, Vida nova, O banquete, Da monarquia, Da linguagem vulgar, Epístolas, A questão da água e da terra, Ed. das Américas, 1957-58
- Charles Dickens, Dombey & filho, Paulinas, 1960
- Adolphe d'Ennery, As duas orfãzinhas, Paulinas, 1960
- Octave Feuillet, O romance de um moço pobre, Paulinas, 1960
- Joseph Lemarié, A manifestação do Senhor, Paulinas, 1960
- Edward Bulwer-Lytton, Os últimos dias de Pompeia, Paulinas, 1961
- Cristina Glori, A porta aberta, Paulinas, 1962
- Bernhard Bartmann, Teologia dogmática, Paulinas, 1962-64
- Charles Rivet, Código da vida feliz, Paulinas, 1963
- Henryk Sienkiewicz, A ferro e fogo, Paulinas, 1964
- Miguel Nicolau, Problemas do Concílio Vaticano II: visão teológica, Paulinas, 1964